# Willem Hussem

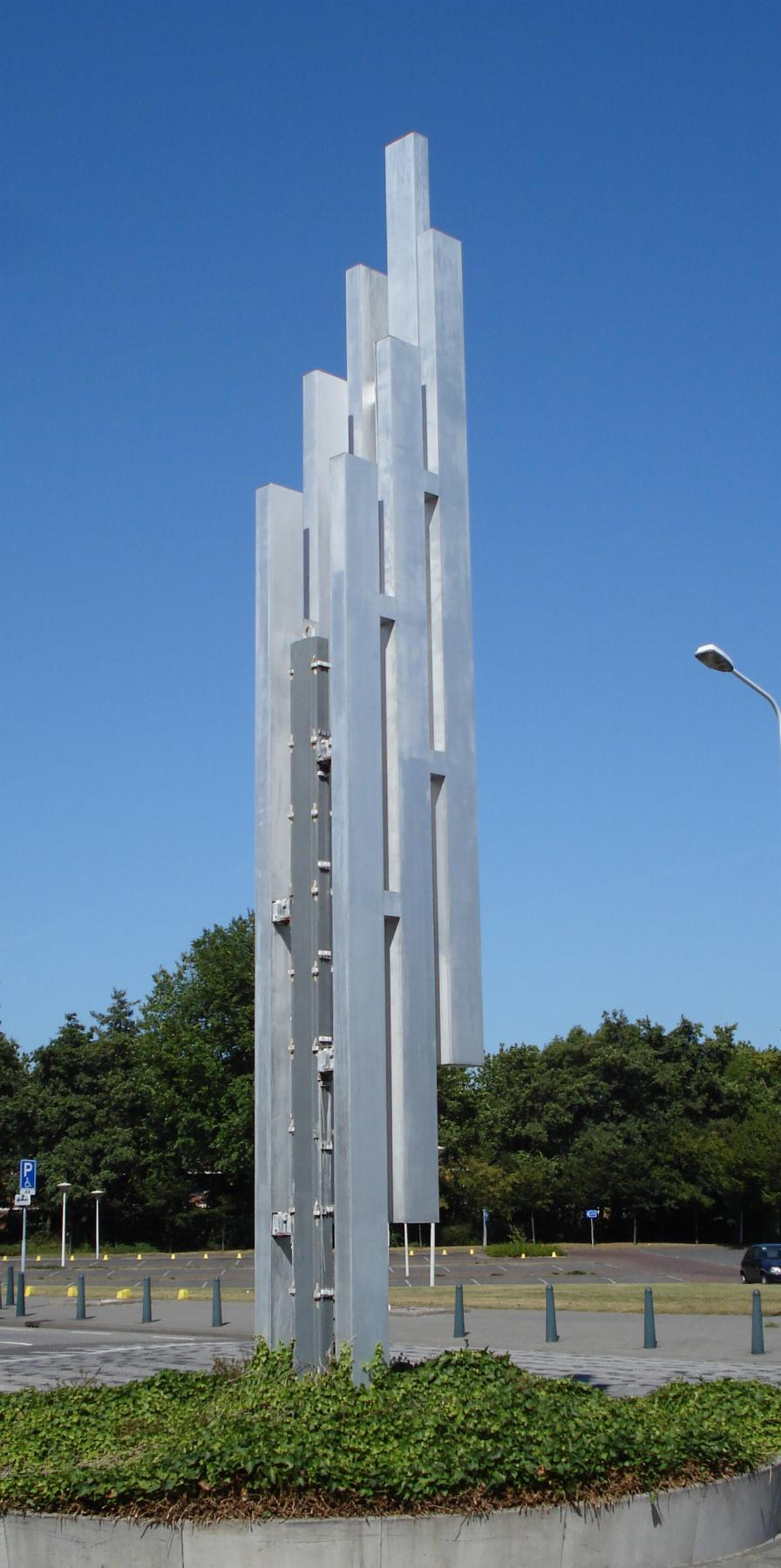
Object (1973) in Den Haag

Willem Frans Karel Hussem (Rotterdam, 29 januari 1900 – Den Haag, 21 juli 1974) was een Nederlandse schilder, beeldhouwer en dichter.

## Schilder
Hussem was een leerling van Dirk Nijland en bezocht de Rotterdamse Academie. Hij woonde van 1918 tot 1936 in Parijs, waar hij onder anderen Piet Mondriaan en Pablo Picasso leerde kennen. Naast laatstgenoemde heeft ook Vincent van Gogh invloed op zijn stijl uitgeoefend.
In 1936 vestigde hij zich definitief in de Haagse Mijtensstraat (Schilderswijk). Na de Tweede Wereldoorlog werden zijn werken abstract. Hij maakte deel uit van kunstbewegingen als Fugare, de Liga Nieuw Beelden en Verve. Zijn werk wordt gerekend tot de kunststroming de Nieuwe Haagse School.
Ondanks nationale en internationale successen, waaronder driemaal toekenning van de Jacob Marisprijs (in 1952 en 1955 voor schilderkunst en in 1958 voor tekenen) en een uitnodiging voor de Biënnale van Venetië, had zijn gezin het niet breed.
Zijn werken bevinden zich in de collectie van:
- Kunstmuseum Den Haag
- Stedelijk Museum in Amsterdam
- Dordrechts Museum in Dordrecht
- Rijksmuseum Twenthe in Enschede
- Museum Belvédère in Heerenveen-Oranjewoud

## Schilder en dichter
Kunstenaars die zich met een van of beide door Willem Hussem beoefende disciplines bezighielden, verenigden zich rond hem in de Posthoorngroep, genoemd naar een Haagse horecagelegenheid. 
Hussem was ook als dichter en illustrator actief. In 1940 debuteerde hij bij L.J.C. Boucher met De kustlijn, gevolgd door Uitzicht op zee, dat verscheen bij A.A.M. Stols (1941). Daarnaast illustreerde Hussem met een pentekening van bomen: P.C. Boutens Een lied van Isoude, 1941, Orpheus-serie nr. 3.
Hij was bevriend met Simon Carmiggelt. Zowel Jan Cremer als Peter Struycken hebben hem geassisteerd. 
Vooral in de jaren zestig verschenen veel dichtbundels, waarvan de bekendste is Voor twee scharren blauwbekken (1966). Sommige boeken werden door hemzelf uitgegeven, zoals Lessen in luchtdruk. Ook na zijn dood bleef zijn dichtwerk verschijnen, het laatst de bundel Met inkt zeggen (2011), die met Hussems penseeltekeningen verlucht is. In 2024 is zijn bloemlezing warmte vergt jaren groei voor de vijfde maal herdrukt.

## Beeldhouwer
Willem Hussem begon in 1967 met het vervaardigen van metaalplastieken.
Een aluminium object (met een waarde van plusminus 100.000 euro) dat Hussem maakte voor bij het postkantoor in Raalte, is in 2017 per ongeluk gesloopt. De sloop van het postkantoor was in het najaar van 2016 begonnen, het aluminium kunstwerk was een van de laatste objecten die werden vermalen in een shredder. Niemand had de projectontwikkelaar op de hoogte gesteld van de aanwezigheid van het kunstwerk.

## Vertegenwoordiging
Hussem's werk (bij leven en na diens dood) is jarenlang vertegenwoordigd door de legendarische Haagsche kunstgalerie Nouvelles Images. Nadat deze sloot in 2018, nam galerie Dürst Britt & Mayhew de vertegenwoordiging van Hussem's werk over. 

## Tentoonstellingen en andere activiteiten
- Solotentoonstelling in Kunstmuseum Den Haag in 1968/69
- Solotentoonstelling Stedelijk Museum Schiedam in 1971
- Solotentoonstelling Museum Boijmans Van Beuningen, Rotterdam in 1977
- Solotentoonstelling Centraal Museum, Utrecht in 1984
- Solotentoonstelling Frans Halsmuseum, Haarlem in 1984
- Tentoonstelling: Willem Hussem : schilder, dichter, in het Rijksmuseum Twenthe, Enschede van 14 maart t/m 26 april 1992, met daarbij een uitgave die tevens bestemd was als catalogus: Warmte vergt jaren groei : een keuze uit de gedichten en tekeningen van Willem Hussem, samenstelling Frank Eerhart en Han Steenbruggen, 1992, uitg. Eindhoven, Stichting Plint.
- Expositie in Museum Belvédère in Heerenveen, van 23 september - 20 november 2011.[3]
- Hussem Festival in Den Haag van 1 oktober - 30 oktober 2011. Ter gelegenheid van de onthulling van de enig overgebleven wandschildering (1957, caseïne Zuiderpark HBS), waarvan de restauratie in zomer 2011 is voltooid.[4]

## Bibliografie

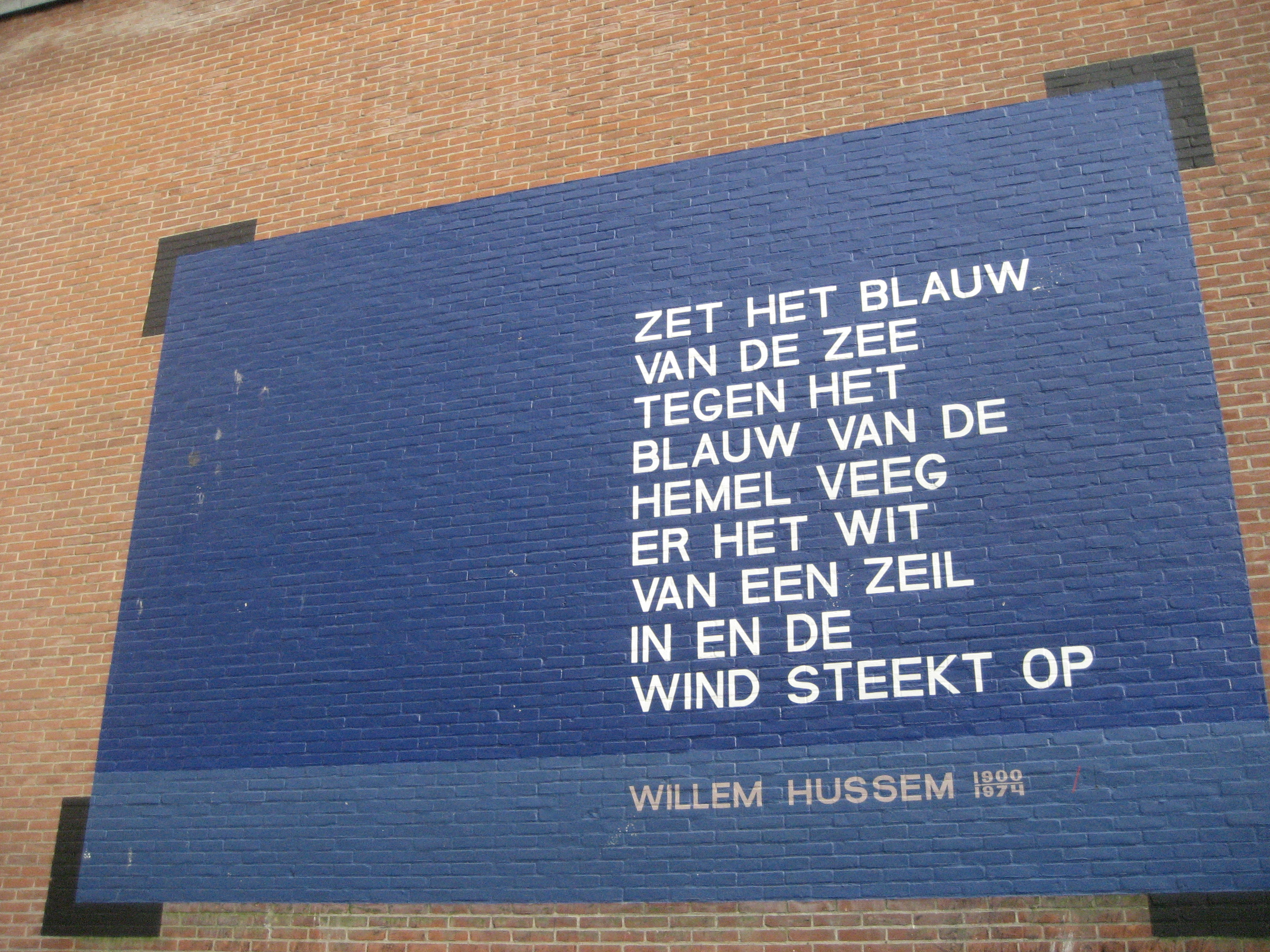
Gedicht door Willem Hussem op de muur van een studenten appartementen blok, Kaiserstraat, Leiden